# Helmut Recknagel
Helmut Recknagel (ur. 20 marca 1937 w Steinbach-Hallenberg) – niemiecki skoczek narciarski, reprezentant NRD, złoty medalista olimpijski, trzykrotny medalista mistrzostw świata oraz trzykrotny zwycięzca Turnieju Czterech Skoczni. Pierwszy zawodnik, który wygrał kolejno wszystkie cztery konkursy TCS (choć nie w jednym sezonie). Obok Svena Hannawalda, Kamila Stocha i Ryōyū Kobayashiego jest jednym z czterech zawodników, którzy wygrali pięć indywidualnych konkursów Turnieju Czterech Skoczni z rzędu.

## Kariera
Na międzynarodowej arenie pierwszy raz pojawił się podczas konkursu w Oberstdorfie w 1956 w konkursie FIS Race zaliczanym do Turnieju Czterech Skoczni, a w tym samym roku w Innsbrucku po raz pierwszy w karierze awansował do serii finałowej, zajmując siódmą pozycję. 5 stycznia 1958 pierwszy raz w karierze stanął na najwyższym stopniu podium zawodów. Podobnie było dzień później w Bischofshofen, dzięki czemu odniósł zwycięstwo w szóstej edycji Turnieju Czterech Skoczni.
W 1958 zajął trzecie miejsce na mistrzostwach świata w Lahti. W 1959 po raz drugi wygrał Turniej Czterech Skoczni, w którym wygrał trzy konkursy, a w czwartym był piętnasty. Został w ten sposób pierwszym zawodnikiem, który wygrał wszystkie cztery konkursy z rzędu, chociaż nie uczynił tego w jednym sezonie oraz pierwszym zawodnikiem, który wygrał z rzędu pięć konkursów TCS. W tym samym roku został mistrzem NRD w skokach narciarskich. W 1960 zdobył złoty medal na zimowych igrzyskach olimpijskich w Squaw Valley, co wówczas oznaczało także tytuł mistrza świata. W 1961 po wygranej w Bischofshofen, wygrał dziewiąty Turniej Czterech Skoczni, co było jego trzecim triumfem w tej imprezie. W 1962 zdobył złoto na dużej i brąz na normalnej skoczni podczas mistrzostw świata w Zakopanem. W 1962 i 1963 po raz kolejny został mistrzem Niemiec. W 1964 zajął szóste miejsce na igrzyskach w Innsbrucku, po czym zakończył karierę skoczka.
W 1960 otrzymał medal Holmenkollen wraz z Sixtenem Jernbergiem, Sverre Stensheimem i Tormodem Knutsenem. Recknagel jest pierwszym sportowcem niepochodzącym z krajów nordyckich, który otrzymał to wyróżnienie.
Do historii przeszedł niezwykły gest Recknagela, który po zdobyciu złotego medalu olimpijskiego w 1960 przesłał go w darze polskiemu skoczkowi Zdzisławowi Hryniewieckiemu. Polak, będący najgroźniejszym rywalem Recknagela i drugim obok niego faworytem do olimpijskiego złota, 28 stycznia 1960 (dokładnie na miesiąc przed konkursem olimpijskim) doznał ciężkiego upadku na skoczni w Wiśle-Malince i po złamaniu kręgosłupa został sparaliżowany do końca życia.
Recknagel od 1962 jest żonaty z Evą-Marią, z którą ma córkę Heike.

## Osiągnięcia

### Igrzyska olimpijskie
| Miejsce | Dzień       | Rok  | Miejscowość  | Konkurs                         | Wynik     | Strata   | Zwycięzca        |
| ------- | ----------- | ---- | ------------ | ------------------------------- | --------- | -------- | ---------------- |
| 1.      | 28 lutego   | 1960 | Squaw Valley | Skocznia normalna indywidualnie | 227,2 pkt | -        | -                |
| 6.      | 31 stycznia | 1964 | Innsbruck    | Skocznia normalna indywidualnie | 210,4 pkt | 19,5 pkt | Veikko Kankkonen |
| 7.      | 9 lutego    | 1964 | Innsbruck    | Skocznia duża indywidualnie     | 212,8 pkt | 17,9 pkt | Toralf Engan     |

### Mistrzostwa świata
| Miejsce | Dzień     | Rok  | Miejscowość | Konkurs                         | Wynik     | Strata  | Zwycięzca       |
| ------- | --------- | ---- | ----------- | ------------------------------- | --------- | ------- | --------------- |
| 3.      | 9 marca   | 1958 | Lahti       | Skocznia normalna indywidualnie | 213,5 pkt | 9,0 pkt | Juhani Kärkinen |
| 3.      | 21 lutego | 1962 | Zakopane    | Skocznia normalna indywidualnie | 219,8 pkt | 3,8 pkt | Toralf Engan    |
| 1.      | 25 lutego | 1962 | Zakopane    | Skocznia duża indywidualnie     | 241,4 pkt | -       | -               |